# Museum für Islamische Kunst (Doha)

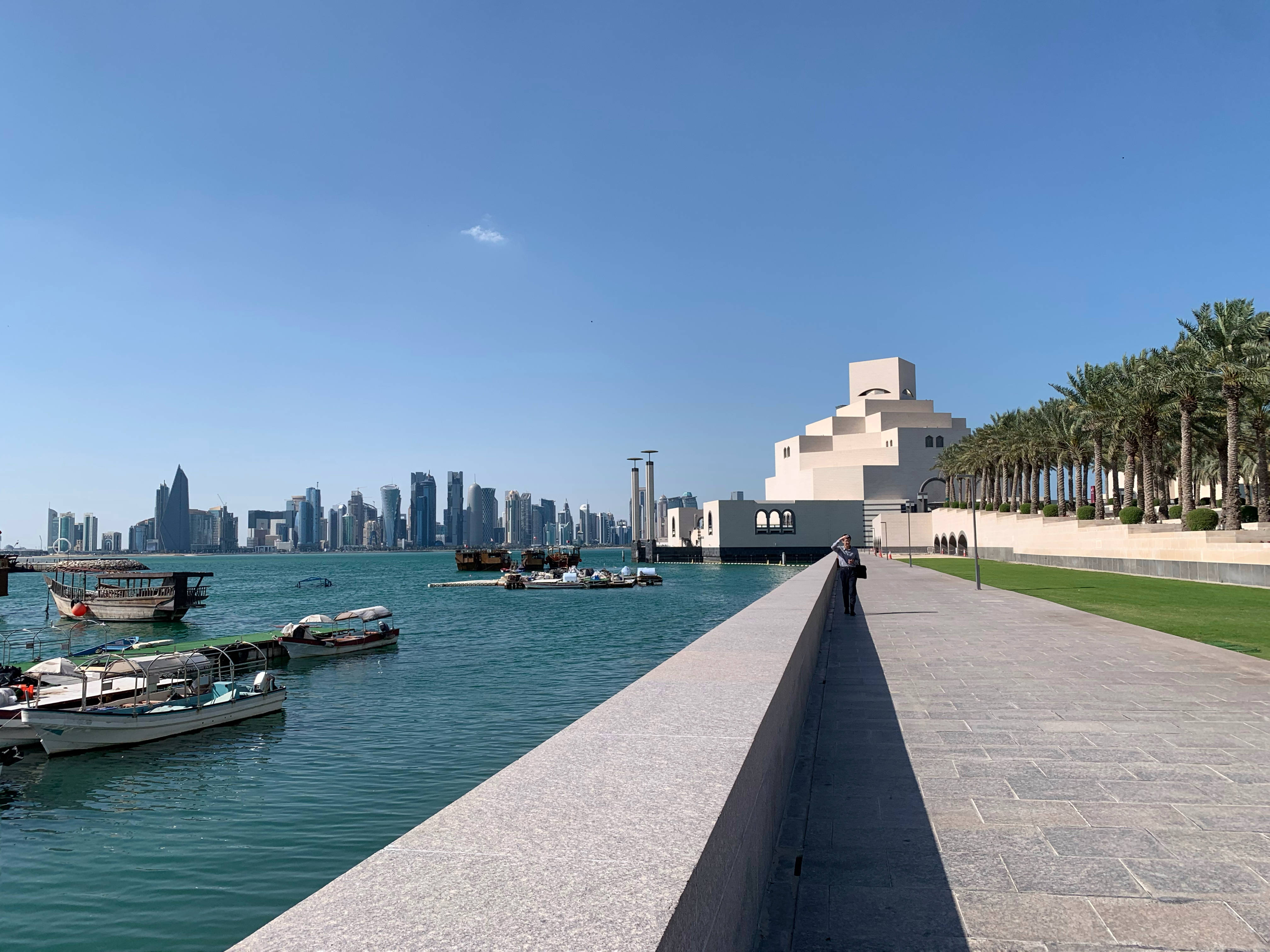
Museum für Islamische Kunst und die Bucht von Doha im Jahr 2023

Das Museum für Islamische Kunst (englisch Doha Museum of Islamic Art; arabisch متحف الفن الإسلامي, DMG Matḥaf al-Fann al-Islāmī) ist ein Kunstmuseum im Emirat Katar und gilt als eines der bedeutendsten Museen für islamische Kunst auf der Arabischen Halbinsel. Das Museum wurde vom chinesisch-amerikanischen Architekten I. M. Pei entworfen und im November 2008 eröffnet.

## Lage
Das Museum befindet sich in Doha, der Hauptstadt des arabischen Emirates Katar, und wurde auf einer künstlichen Insel in der Westbay des Hafens errichtet. Der Zugang von der etwa einen Kilometer entfernten Altstadt erfolgt über eine von Palmen beschattete Uferpromenade und flankierende Parkanlagen.

## Beschreibung
Das Museum gilt als letztes Meisterwerk des bei Eröffnung 91-jährigen Pei, der zu diesem Zweck eine halbjährige Studienreise arabischer Architekturformen unternommen hatte. Der Gebäudekomplex verfügt über eine Grundfläche von 260.000 Quadratmetern und beherbergt wesentliche Teile der umfangreichen Kunstsammlung der Emire von Katar. Sie besteht aus Keramiken, Textilien, historischen Artefakten und Waffen sowie Büchern und Dokumenten. Die Kunstgegenstände stammen aus der gesamten arabischen Welt des Mittelalters von Spanien im Westen bis nach Indien und Zentralasien.
Das Museum ist ein Baustein der Kulturpolitik Katars; siehe zu einem ähnlichen Projekt auch das Arabische Museum für moderne Kunst (Mathaf) in ar-Rayyan.

## Ausstellung und Sammlung
Die Konzeption von Ausstellung und Sammlung folgt der Tradition westlicher Museen mit ähnlicher Ausrichtung. So werden die Kunst des 7. bis zum Beginn des 20. Jahrhunderts vom islamischen Spanien bis Indien gesammelt und Spitzenwerke dieser Regionen ausgestellt.